# Équipe du Cameroun de football à la Coupe des confédérations 2003
L'équipe du Cameroun de football participe à sa 2e Coupe des confédérations lors de l'édition 2003 qui se tient en France du 18 juin 2003 au 29 juin 2003. Elle se rend à la compétition en tant que vainqueur de la Coupe d'Afrique des nations.

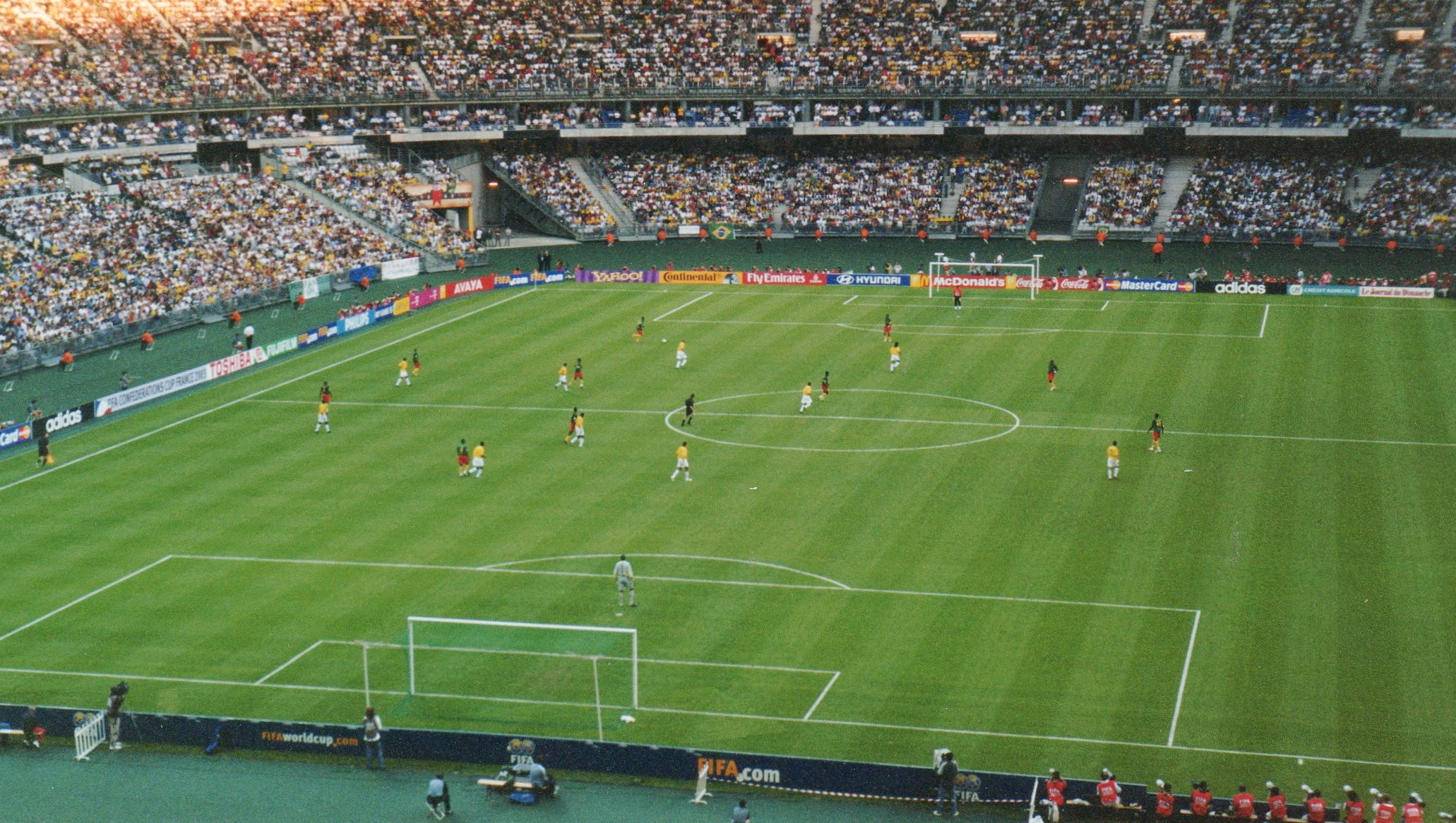
Match contre le Brésil au stade de France.

## Résultats

### Phase de groupe
|   | Équipe     | Pts | J | G | N | P | BP | BC | Diff |
| - | ---------- | --- | - | - | - | - | -- | -- | ---- |
| 1 | Cameroun   | 7   | 3 | 2 | 1 | 0 | 2  | 0  | +2   |
| 2 | Turquie    | 4   | 3 | 1 | 1 | 1 | 4  | 4  | 0    |
| 3 | Brésil     | 4   | 3 | 1 | 1 | 1 | 3  | 3  | 0    |
| 4 | États-Unis | 1   | 3 | 0 | 1 | 2 | 1  | 3  | -2   |

| 19 juin 2003 | Cameroun | 1 | 0 | Brésil     |
| 21 juin 2003 | Cameroun | 1 | 0 | Turquie    |
| 23 juin 2003 | Cameroun | 0 | 0 | États-Unis |

| 19 juin 2003 21:00        | Brésil    | 0 - 1 | Cameroun  | Stade de France, Saint-Denis                     |                                                  |
| Historique des rencontres |           |       | Eto'o 83e | Spectateurs : 46 719 Arbitrage : Valentin Ivanov | Spectateurs : 46 719 Arbitrage : Valentin Ivanov |
| Historique des rencontres | (Rapport) |       |           | Spectateurs : 46 719 Arbitrage : Valentin Ivanov | Spectateurs : 46 719 Arbitrage : Valentin Ivanov |

| 21 juin 2003 19:00        | Cameroun           | 1 - 0 | Turquie | Stade de France, Saint-Denis                     |                                                  |
| Historique des rencontres | Geremi 90+1e (pen) |       |         | Spectateurs : 43 743 Arbitrage : Carlos Amarilla | Spectateurs : 43 743 Arbitrage : Carlos Amarilla |
| Historique des rencontres | (Rapport)          |       |         | Spectateurs : 43 743 Arbitrage : Carlos Amarilla | Spectateurs : 43 743 Arbitrage : Carlos Amarilla |

| 23 juin 2003                      | États-Unis | 0 - 0 | Cameroun | Stade Gerland, Lyon                          |                                              |
| 21:00 · Historique des rencontres |            |       |          | Spectateurs : 19 206 Arbitrage : Mark Shield | Spectateurs : 19 206 Arbitrage : Mark Shield |
| 21:00 · Historique des rencontres | (Rapport)  |       |          | Spectateurs : 19 206 Arbitrage : Mark Shield | Spectateurs : 19 206 Arbitrage : Mark Shield |

### Demi-finale
| 26 juin 2003                      | Cameroun | 1 - 0   | Colombie | Stade Gerland, Lyon                          |                                              |
| 18:00 · Historique des rencontres | N'Diefi 9e |         | | Spectateurs : 12 352 Arbitrage : Markus Merk | Spectateurs : 12 352 Arbitrage : Markus Merk |
| 18:00 · Historique des rencontres | (Rapport) |         | | Spectateurs : 12 352 Arbitrage : Markus Merk | Spectateurs : 12 352 Arbitrage : Markus Merk |
| 18:00 · Historique des rencontres | Kameni 37e - Tchato 43e, 69e, Song , Njanka, Mettomo - Foé 23e ( 75e Mezague), Idrissou ( 90e Falemi), Geremi, M'Bami - Djemba-Djemba 77e, N'Diefi ( 74e Atouba) | Équipes | O.Cordoba 55e - I.Cordoba 49e, Yepes, Valentierra, Lopez - Velázquez ( 46e Becerra), Gonzalo Martinez, Bedoya ( 70e Murillo), Patiño - Hernandez, Aristizabal | Spectateurs : 12 352 Arbitrage : Markus Merk | Spectateurs : 12 352 Arbitrage : Markus Merk |

### Finale
| 29 juin 2003                      | Cameroun | 0 - 1 b.e.o | France | Stade de France, Saint-Denis                     |                                                  |
| 21:00 · Historique des rencontres | |             | Henry 98e | Spectateurs : 51 985 Arbitrage : Valentin Ivanov | Spectateurs : 51 985 Arbitrage : Valentin Ivanov |
| 21:00 · Historique des rencontres | (Rapport) |             | | Spectateurs : 51 985 Arbitrage : Valentin Ivanov | Spectateurs : 51 985 Arbitrage : Valentin Ivanov |
| 21:00 · Historique des rencontres | Kameni - Perrier-Doumbé, Song , Mettomo - Atouba, Mezague ( 91e Emana) - Geremi, M'Bami 89e, Djemba-Djemba, Idrissou - N'Diefi ( 67e Eto'o) | Équipes     | Barthez - Sagnol ( 76e Thuram), Gallas, Desailly , Lizarazu - Dacourt ( 43e, 90e Kapo), Pedretti, Giuly, Wiltord ( 65e Pirès) - Cissé, Henry | Spectateurs : 51 985 Arbitrage : Valentin Ivanov | Spectateurs : 51 985 Arbitrage : Valentin Ivanov |

## Effectif
Sélectionneur :  Winfried Schäfer
| No. | Pos.      | Joueur                   | Date de naissance et âge | Sélec. | Club              |
| --- | --------- | ------------------------ | ------------------------ | ------ | ----------------- |
| 1   | Gardien   | Idriss Carlos Kameni     | 18 février 1984          |        | Saint-Étienne     |
| 2   | Défenseur | Bill Tchato              | 14 mai 1975              |        | Montpellier       |
| 3   | Défenseur | Jean-Joël Perrier-Doumbé | 27 septembre 1978        |        | Auxerre           |
| 4   | Défenseur | Rigobert Song            | 1er juillet 1976         |        | Lens              |
| 5   | Défenseur | Timothée Atouba          | 17 février 1982          |        | Basel             |
| 6   | Défenseur | Pierre Njanka            | 15 mars 1975             |        | Strasbourg        |
| 7   | Milieu    | Modeste M'Bami           | 9 octobre 1982           |        | Sedan-Ardennes    |
| 8   | Milieu    | Geremi Njitap            | 20 décembre 1978         |        | Middlesbrough FC  |
| 9   | Attaquant | Samuel Eto'o             | 10 mars 1981             |        | Mallorca          |
| 10  | Milieu    | Achille Emana            | 5 juin 1982              |        | Toulouse          |
| 11  | Attaquant | Pius N'Diefi             | 5 juillet 1975           |        | Sedan-Ardennes    |
| 12  | Gardien   | Eric Kwekeu              | 11 mars 1980             |        | Bamboutos         |
| 13  | Défenseur | Lucien Mettomo           | 19 avril 1977            |        | Kaiserslautern    |
| 14  | Milieu    | Joël Epalle              | 20 février 1978          |        | Aris FC           |
| 15  | Défenseur | Gustave Bahoken          | 19 juin 1979             |        | Livingston FC     |
| 16  | Milieu    | Valery Mezague           | 8 décembre 1983          |        | Montpellier       |
| 17  | Milieu    | Marc-Vivien Foé          | 1er mai 1975             |        | Manchester City   |
| 18  | Attaquant | Mohammadou Idrissou      | 8 mars 1980              |        | Hannover 96       |
| 19  | Milieu    | Eric Djemba-Djemba       | 4 mai 1981               |        | Nantes            |
| 20  | Milieu    | Ngassam Falemi           | 5 mai 1974               |        | Steaua Bucarest   |
| 21  | Attaquant | Joseph-Désiré Job        | 1er décembre 1977        |        | Middlesbrough FC  |
| 22  | Attaquant | Parfait Ngon Adjam       | 24 janvier 1980          |        | Canon Yaoundé     |
| 23  | Gardien   | André-Joël Eboué         | 25 juin 1974             |        | Stade Beaucairois |

## Navigation